# Stefan Olsson (friidrottare)
Frans Stefan Olsson, född 19 februari 1962 i Norrstrand, Värmlands län, är en svensk friidrottsledare och tidigare friidrottare. Han var Sveriges förbundskapten i friidrott från 2008 till 2013.
Stefan Olsson tävlade som aktiv för IF Göta i Karlstad där han efter karriären var aktiv som ledare. Han har även varit expertkommentator på Eurosport. År 2016 tillträdde han som generalsekreterare för Svenska friidrottsförbundet.